# Glyptopetalum zeylanicum
Glyptopetalum zeylanicum là một loài thực vật có hoa trong họ Dây gối. Loài này được Thwaites mô tả khoa học đầu tiên năm 1856.